# Centre d'affaires

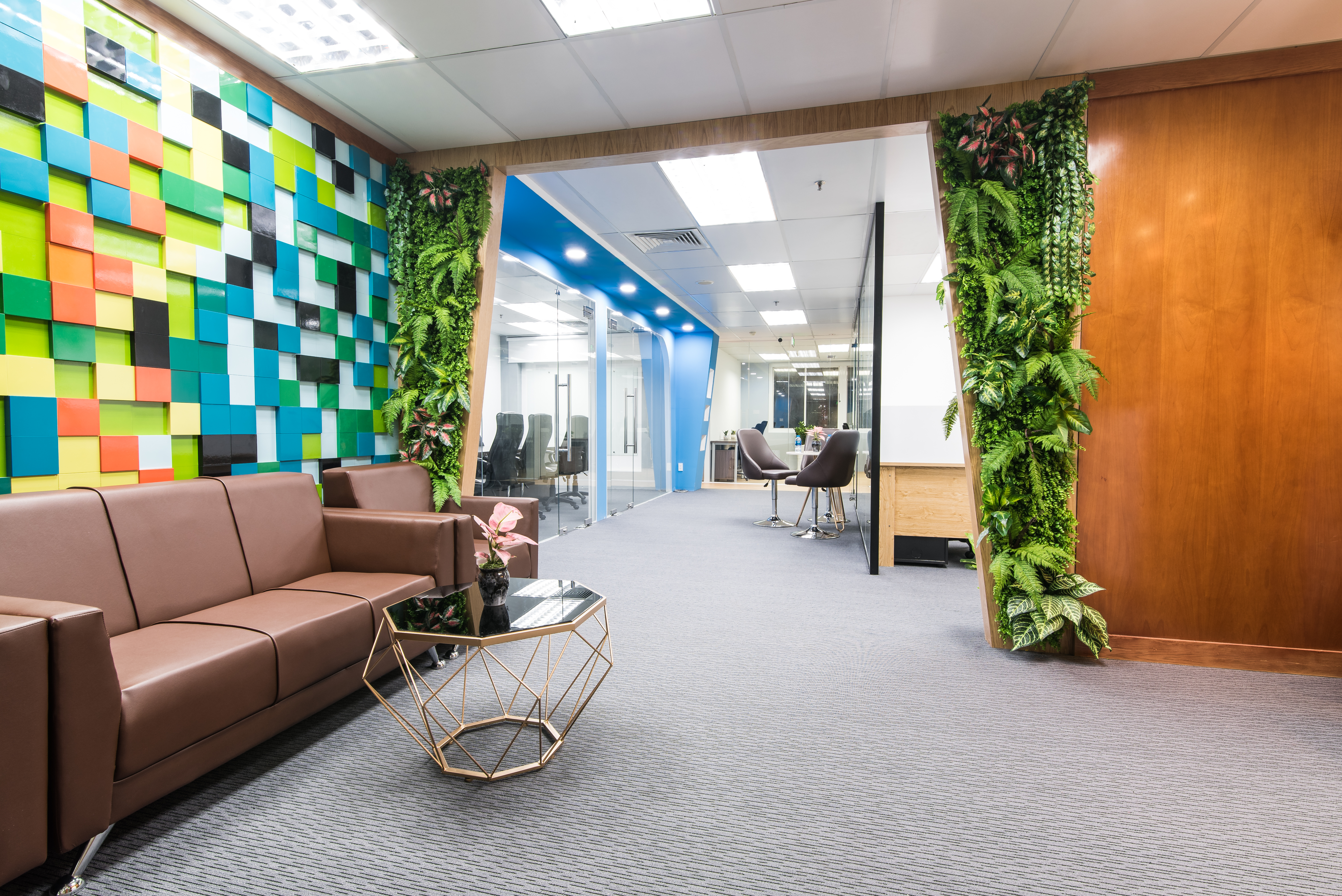
La zone d'utilisation commune comprend : la zone d'accueil des invités, la réception, la salle de réunion, les discussions.

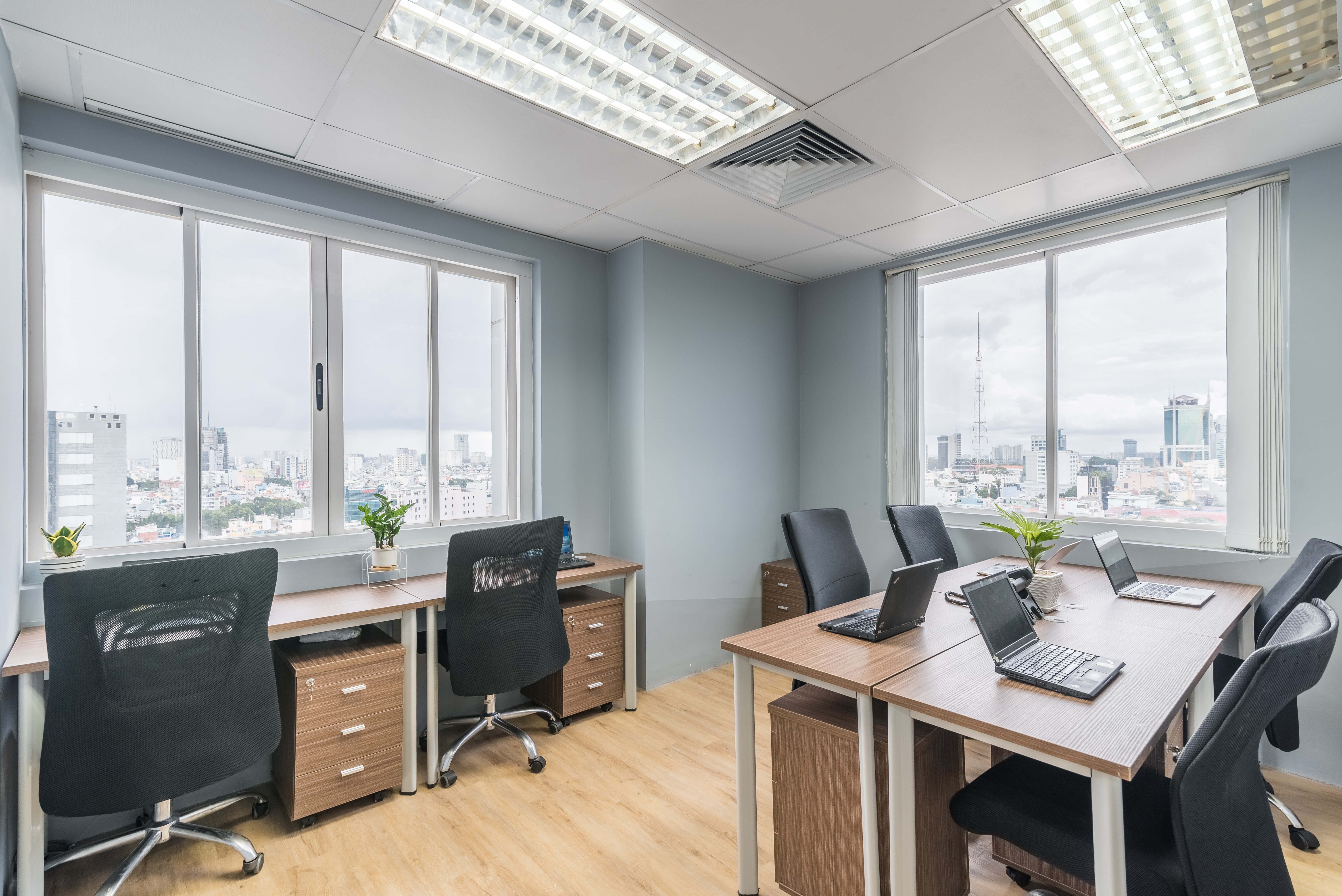
Bureau tout équipé pour 6 à 8 membres du personnel.

Un centre d’affaires est un immeuble de bureaux (ou un espace dans un tel immeuble) qui est tout équipé et meublé pour recevoir à bref préavis des utilisateurs de bureaux pour une période généralement limitée.
Les centres d’affaires sont souvent mis sur pied et gérés par des entreprises spécialisées dans les services généraux, qui louent un grand espace ou un immeuble entier pour en relouer des bureaux individuels ou des espaces variables à des entreprises diverses. Les centres d’affaires se trouvent principalement dans les centres-villes et les districts d’affaires des grandes agglomérations. En anglais, différents termes peuvent désigner les centres d'affaires : serviced offices, managed offices, business centers, office business centers, executive suites, ou executive centres.

## Historique
Dans les années 1960, l'industrie des bureaux équipés a pris son envol aux États-Unis grâce à des pionniers tels qu'OmniOffices (fondé en 1962) et Paul Fegen qui a lancé des suites juridiques meublées pour avocats en 1966. Ce concept novateur a rapidement fait des émules à l'étranger, notamment en Australie où Alf Moufarrige a fondé ServCorp en 1978. Au Royaume-Uni, la famille Fuchs a ouvert un centre d'affaires à Northampton, en Angleterre, en 1979, qui est toujours en activité aujourd'hui sous la marque familiale OSiT (Office Space in Town Ltd). Pendant les années 1980, une évolution majeure s'est produite dans les grandes villes d'affaires américaines, transformant les bureaux équipés de simples suites juridiques en véritables centres d'affaires.
Au Royaume-Uni, l'idée de collaboration et de partage des locaux, du personnel et des dépenses générales a d'abord émergé principalement dans le domaine juridique. Les avocats ont commencé à se regrouper en "chambres" afin de partager les services des commis et les coûts opérationnels. Au fil du temps, certaines de ces chambres ont connu une expansion considérable, devenant des entités sophistiquées avec une atmosphère d'entreprise bien définie.
Dans les années 1980, les avancées technologiques dans le domaine de l'informatique ont entraîné une réduction du personnel nécessaire pour gérer un bureau équipé et ont ouvert de nouvelles possibilités technologiques pour les clients. Ces avancées comprenaient l'accès aux ordinateurs, la messagerie vocale et les télécopieurs. En 1980, Richard Nissen a fondé Business Space Ltd. à Londres et a joué un rôle de pionnier en adoptant un nouveau système de télécommunications basé sur l'échange numérique. Ce système utilisait des composants électroniques pour faciliter le transfert et le routage des appels téléphoniques.
Aujourd'hui, les bureaux équipés ont évolué pour devenir principalement des bureaux virtuels offrant aux entreprises un accès à des espaces, des services et des technologies. Cette évolution a donné naissance à une véritable industrie. Au début des années 2000, DTZ et le British Council for Offices ont publié des rapports fondateurs sur cette industrie. De plus, le National Audit Office du Royaume-Uni a produit un guide visant à aider les ministères et les organismes publics à évaluer les avantages d'un espace de travail flexible géré par rapport à un bureau conventionnel,.
En novembre 2014, un rapport d'activité publié par la Business Center Association, qui a été renommée Flexible Space Association en 2019, a révélé des chiffres impressionnants concernant les bureaux équipés au Royaume-Uni. Selon ce rapport, ces bureaux occupent une superficie totale de 70 millions de pieds carrés, accueillent environ 80 000 entreprises et fournissent plus de 400 000 emplois. De plus, ils contribuent à l'économie britannique en générant environ 2 milliards de livres sterling. Ces chiffres témoignent de l'importance croissante de l'industrie des bureaux équipés dans le pays.
Les espaces de coworking sont une variante des bureaux équipés qui intègrent des éléments de collaboration et de communauté dans l'environnement de travail. Le terme "coworking" a été introduit par Bernard de Koven en 1999 et depuis lors, il est devenu une tendance prisée par les start-ups et les entreprises internationales décentralisées. Ces espaces offrent une atmosphère dynamique où les professionnels indépendants, les entrepreneurs et les employés d'entreprises différentes peuvent partager un même espace, échanger des idées et travailler ensemble,.

## Fonctionnement
Les centres d’affaires offrent des taux plus flexibles et à plus courte durée que les bureaux traditionnels. Parce qu’ils n’exigent pas d’engagement à long terme, ils sont populaires auprès des entreprises en démarrage et des petits bureaux locaux de grandes entreprises. L’allocation d’espace est aussi flexible, permettant l’ajout d’espace à bref préavis lorsque les besoins changent.
Les centres d’affaires permettent généralement aux locataires de partager l’équipement de bureau et d’autres ressources, ce qui leur donne accès à des services qui seraient autrement trop dispendieux. Certains, cependant, n’offrent que des hot desks, mais ils peuvent aussi offrir des salles de conférence ou de rencontre, des aires de repos, le secrétariat, l'entretien ménager. Ces services peuvent aussi être payés au cas par cas.
Les clients des centres d’affaires s’y retrouvent généralement pour les raisons suivantes :
- Entrepreneuriale – des entreprises trop petites ou qui ne veulent pas s’engager dans un bail à long terme. Elles économisent aussi sur les frais généraux et de personnel.
- Situationnelle – des entreprises installées à l’étranger ou dans une autre région du pays ayant besoin d’un pied-à-terre dans la ville. Ce sont souvent des équipes de vente ou de développement des affaires.
- De débordement – des usagers en croissance rapide dont l’espace actuel est insuffisant. Le besoin peut être à court terme (3-6 mois) et pour un assez grand nombre d’employés.
- D’intermittence – des usagers en cours de déménagement et dont les nouveaux locaux ne sont pas prêts.
- De projet – des usagers qui ont un besoin spécifique dû à un projet précis (production cinéma, construction, enquêtes).

Les services offerts comprennent généralement :
- Les assurances
- Le chauffage, la climatisation et les autres services publics
- La surveillance en tout temps
- L’accès aux télécommunications, téléconférences
- L’infrastructure pour les technologies de l’information et les connexions Internet
- Le mobilier
- Les services de réceptionniste ou de téléphoniste
- Des services de secrétariat
- Le service postal

Les avantages des centres d’affaires sur les bureaux traditionnels pour les entreprises nouvelles ou en forte croissance sont :
- Des coûts de démarrage faibles ou inexistants
- Une adresse prestigieuse
- La flexibilité dans la location de l’espace
- L’entretien inclus
- Une disponibilité immédiate